# Frank Lascelles
Sir Frank Cavendish Lascelles (Londra, 23 marzo 1841 – Londra, 2 gennaio 1920) è stato un diplomatico inglese.

## Biografia
Era il quinto figlio di William Lascelles, terzo figlio di Henry Lascelles, II conte di Harewood, e di sua moglie, Lady Georgiana Caroline Howard, figlia di George Howard, VI conte di Carlisle. È stato istruito alla Harrow School ed entrò nel servizio diplomatico nel 1861.
Lascelles servì nell'ambasciate britanniche a Madrid, Parigi, Roma, Washington e ad Atene e fu console generale in Egitto (20 marzo-10 ottobre 1879), durante gli ultimi anni del regno del Chedivè Isma'il Pasha. Nel 1879 Lascelles divenne console generale in Bulgaria. Rimase in Bulgaria fino al 1887, e fu poi ministro plenipotenziario in Romania (1887-1891) e Persia (1891-1894). Servì brevemente come ambasciatore in Russia (1894-1895), ma nel 1895 fu nominato ambasciatore in Germania.
Durante la sua carica a Berlino vide il crescente distacco tra la Germania e il Regno Unito. I suoi rapporti con l'imperatore Guglielmo II furono sempre cordiali ma non apprezzava la politica del cancelliere Bernhard von Bülow. Si dimise da ambasciatore nel 1908, ma continuò a esercitare un'influenza sui rapporti anglo-tedeschi fino alla prima guerra mondiale. Fu ammesso al Consiglio privato nel 1892.

### Matrimonio
Sposò, il 25 giugno 1867, Mary Emma Olliffe (1845-3 aprile 1897), figlia di Sir Joseph Francis Olliffe. Ebbero tre figli:
- William Frank Lascelles (21 marzo 1863-8 marzo 1913), sposò Lady Sybil Beauclerk, ebbero due figlie;
- Gerald Claud Lascelles (19 luglio 1869-26 giugno 1919), sposò Cecil Raffo, non ebbero figli;
- Florence Caroline Lascelles (27 gennaio 1876-9 dicembre 1961), sposò Cecil Spring Rice, ebbero due figli.

### Morte
Morì il 2 gennaio 1920 a Londra. È stato sepolto nel cimitero di Brompton, Londra.

## Ascendenza
|                                          |                                       |                                         | Genitori                                          |  |  | Nonni |  |  | Bisnonni                              |  |  | Trisnonni        |  |
|                                          |                                       |                                         |                                                   |  |  |       |  |  | Edward Lascelles, I conte di Harewood |  |  | Edward Lascelles |  |
|                                          |                                       |                                         |                                                   |  |  |       |  |  | Edward Lascelles, I conte di Harewood |  |  | Edward Lascelles |  |
|                                          |                                       | Frances Ball                            |                                                   |  |  |       |  |  | Edward Lascelles, I conte di Harewood |  |  |                  |  |
| Henry Lascelles, II conte di Harewood    |                                       |                                         |                                                   |  |  |       |  |  | Edward Lascelles, I conte di Harewood |  |  |                  |  |
|                                          |                                       | Anne Chaloner                           | William Chaloner                                  |  |  |       |  |  |                                       |  |  |                  |  |
|                                          |                                       | Anne Chaloner                           | William Chaloner                                  |  |  |       |  |  |                                       |  |  |                  |  |
|                                          |                                       | Anne Chaloner                           | Mary Finny                                        |  |  |       |  |  |                                       |  |  |                  |  |
| hon. William Saunders Sebright Lascelles |                                       | Anne Chaloner                           |                                                   |  |  |       |  |  |                                       |  |  |                  |  |
|                                          |                                       | sir John Sebright, VI baronetto         | sir Thomas Sebright, IV baronetto                 |  |  |       |  |  |                                       |  |  |                  |  |
|                                          |                                       | sir John Sebright, VI baronetto         | sir Thomas Sebright, IV baronetto                 |  |  |       |  |  |                                       |  |  |                  |  |
|                                          |                                       | sir John Sebright, VI baronetto         | Henrietta Dashwood                                |  |  |       |  |  |                                       |  |  |                  |  |
| Henrietta Sebright                       |                                       | sir John Sebright, VI baronetto         |                                                   |  |  |       |  |  |                                       |  |  |                  |  |
|                                          |                                       | Sarah Knight                            | Edward Knight                                     |  |  |       |  |  |                                       |  |  |                  |  |
|                                          |                                       | Sarah Knight                            | Edward Knight                                     |  |  |       |  |  |                                       |  |  |                  |  |
|                                          |                                       | Sarah Knight                            | Elizabeth James                                   |  |  |       |  |  |                                       |  |  |                  |  |
| lord Frank Lascelles                     |                                       | Sarah Knight                            |                                                   |  |  |       |  |  |                                       |  |  |                  |  |
|                                          | Frederick Howard, V conte di Carlisle | Henry Howard, IV conte di Carlisle      |                                                   |  |  |       |  |  |                                       |  |  |                  |  |
|                                          | Frederick Howard, V conte di Carlisle | Henry Howard, IV conte di Carlisle      |                                                   |  |  |       |  |  |                                       |  |  |                  |  |
|                                          | Frederick Howard, V conte di Carlisle | Isabella Byron                          |                                                   |  |  |       |  |  |                                       |  |  |                  |  |
| George Howard, VI conte di Carlisle      | Frederick Howard, V conte di Carlisle |                                         |                                                   |  |  |       |  |  |                                       |  |  |                  |  |
|                                          |                                       | lady Margaret Leveson-Gower             | Granville Leveson-Gower, I marchese di Stafford   |  |  |       |  |  |                                       |  |  |                  |  |
|                                          |                                       | lady Margaret Leveson-Gower             | Granville Leveson-Gower, I marchese di Stafford   |  |  |       |  |  |                                       |  |  |                  |  |
|                                          |                                       | lady Margaret Leveson-Gower             | lady Louisa Egerton                               |  |  |       |  |  |                                       |  |  |                  |  |
| lady Caroline Georgiana Howard           |                                       | lady Margaret Leveson-Gower             |                                                   |  |  |       |  |  |                                       |  |  |                  |  |
|                                          |                                       | William Cavendish, V duca di Devonshire | William Cavendish, IV duca di Devonshire          |  |  |       |  |  |                                       |  |  |                  |  |
|                                          |                                       | William Cavendish, V duca di Devonshire | William Cavendish, IV duca di Devonshire          |  |  |       |  |  |                                       |  |  |                  |  |
|                                          |                                       | William Cavendish, V duca di Devonshire | Charlotte Elizabeth Boyle, marchesa di Hartington |  |  |       |  |  |                                       |  |  |                  |  |
| lady Georgiana Cavendish                 |                                       | William Cavendish, V duca di Devonshire |                                                   |  |  |       |  |  |                                       |  |  |                  |  |
|                                          |                                       | lady Georgiana Spencer                  | John Spencer, I conte Spencer                     |  |  |       |  |  |                                       |  |  |                  |  |
|                                          |                                       | lady Georgiana Spencer                  | John Spencer, I conte Spencer                     |  |  |       |  |  |                                       |  |  |                  |  |
|                                          |                                       | lady Georgiana Spencer                  | Margaret Poyntz                                   |  |  |       |  |  |                                       |  |  |                  |  |
|                                          |                                       | lady Georgiana Spencer                  |                                                   |  |  |       |  |  |                                       |  |  |                  |  |